# Suttoniella gaubae
Suttoniella gaubae är en svampart som först beskrevs av Franz Petrak, och fick sitt nu gällande namn av S. Ahmad 1961. Suttoniella gaubae ingår i släktet Suttoniella, divisionen sporsäcksvampar och riket svampar.   Inga underarter finns listade i Catalogue of Life.